# 水茶屋
水茶屋（みずぢゃや、みずちゃや）は、江戸時代、道ばたや社寺の境内で、湯茶などを供して休息させた茶屋である。「掛茶屋」ともいう。

## 概要
江戸でいえば、上野山下、両国広小路、その他参詣人の多い寺社の付近にあった。なかでも浅草観音境内の伝法院の付近に軒を並べた二十軒茶屋は有名であった。『江戸真砂六十帖広本』には、「江戸町々に水茶屋始むる事、浅草観音、芝神明、其の外宮地寺々には古来より有り来る。享保十八丑年嵯峨釈迦如来回向院にて開帳、両国橋の川端に茶や出来、元文四年信州善光寺回向院にて開帳、両国五十嵐向広小路に大和茶壹ぷく壹銭に売る茶屋出来、同朋町源七といふ者大阪者にて仕出す、段々今は町々に出る」とある。『守貞漫稿』によれば、水茶屋では、最初に、1斤の価6匁くらいの茶を茶濾の小笟に入れ、上から湯を注したものを出し、しばらくいると、別に所望しなくても塩漬の桜か香煎を白湯に入れて出し、客の置く茶代は、1人で100文置く者もいるし、4、5人で100文あるいは200文置くこともあるが、1人の場合、標準は24文から50文の間であるという。
評判の高かった給仕の女性には、明和年間の谷中笠森稲荷境内鍵屋のおせん、寛政年間の浅草随身門前難波屋のおきた、両国薬研堀の高島屋おひさなどのいわゆる『看板娘』がいた。彼女らは鈴木春信、喜多川歌麿などによって一枚絵にまで描かれた。今でいう「ブロマイド」である。また看板娘の名前は店の雰囲気を変えるために店にいるときの名前、つまり「芸名」であることが多い。その風俗は、寛政年間の『青楼惚多手買』（せいろうほたてがい）に、「丈長で髪あげして、はげて落るやうに口紅をこくつけ、黄楊の水櫛おちるやうに横ツちよの方へチヨイとさし、頭痛の呪いとみえて、不審紙のやうにくひさき紙を丸くして両方の小鬢さきへ貼り、藍立縞の青梅の着物に、尻の方まで廻る幅広いセイラツのかはり縞の前垂に蛇口にした緋縮緬の紐をかけ」などと見える。